# Xã Campbell, Quận Warrick, Indiana
Xã Campbell (tiếng Anh: Campbell Township) là một xã thuộc quận Warrick, tiểu bang Indiana, Hoa Kỳ. Năm 2010, dân số của xã này là 906 người.